# Glomera pumilio
Glomera pumilio är en orkidéart som beskrevs av Johannes Jacobus Smith. Glomera pumilio ingår i släktet Glomera och familjen orkidéer. Inga underarter finns listade i Catalogue of Life.